# Маргарита Драчка
Маргарита Драчка (на италиански: Margherita di Durazzo; * 28 юли 1347, Неапол, Неаполитанско кралство, † 6 август 1412, Акуамела (днес част от Барониси)), е чрез бракове кралица на Неапол, кралица на Унгария, титулярна кралица на Йерусалим и княгиня на Ахея от дуръската линия на династията на Сицилианските Анжуйци. Тя е втора съпруга на Карл III Анжуйски, крал на Неапол. Управлява Неапол като регентка на сина им крал Ладислав Анжуйски (1 март 1386 – юли 1393).

## Произход
Маргарита е дъщеря на Карл (* 1323, † 1348), херцог на Дуръс и граф на Гравина, и на съпругата му Мария Калабрийска (* 1328, † 1366), сестра на кралицата на Неапол Джована I. По бащина линия е правнучка на неаполитанския крал Карл II Анжуйски и на унгарската принцеса Мария Арпад, а по майчина линия е правнучка на техния син крал Робер Анжуйски и на арагонската инфанта Йоланда.
Има  един брат и три сестри:
- Лудвиг (* 1343, † 1344)
- Жана (* 1344, † 1387), херцогиня на Дуръс; съпруга на Луи Наварски/ Луи от Еврьо, княз на Навара, граф на Бомон, и на Робер д'Артоа, граф на Йо
- Агнес (* 1345, † 1383), господарка на Верона като съпруга на Кансиньорио дела Скала и княгиня на Ахея и на Таранто, титулярна императрица на Константинопол като съпруга на Жак дьо Бо
- Клементина (* 1346, † 1363)

## Биография
През февруари 1369 г. 22-годишната Маргарита е омъжена за 24-годишния си първи си братовчед Карл III Анжуйски-Дуръс, син на  Луи Анжуйски, херцог на Дуръс, граф на Гравина, и на Маргарита ди Сансеверино. Бракът им е уреден от лелята на Маргарита – неаполитанската кралица Джована I Анжуйска, чийто наследник на престола по това време е самият Карл.

През 1380 г. неаполитанската кралица Джована I е обявена за еретичка от папа Урбан VI, който на 1 юли 1881 г. обявява съпруга на Маргарита за законен владетел на Неапол. В отговор неаполитанската кралица осиновява френския принц Луи I Валоа-Анжуйски, брат на френския крал Жан II, и го обявява за свой наследник. Подкрепен от папата и унгарските си роднини, Карл Анжуйски успява да детронира леля си и след като я убива през 1382 г., заема престола на Неапол като Карл III Анжуйски, а Маргарита е обявена за негова кралица.

През 1383 г. Карл III Анжуйски наследява Ахейското княжество, а през същата година, като глава на Анжуйската династия, получава и предложение да заеме унгарския престол. За целта обаче той трябва да се изправи срещу братовчедка си – унгарската кралица Мария Анжуйска. Маргарита се опитва да убеди съпруга си да не предприема тази авантюра, но Карл III се впуска в битката за унгарския престол и през 1385 г. успява да детронира Мария Унгарска от престола и сам поема унгарската корона като Карой II. На следващата година обаче съпругът на Маргарита е убит във Вишеград, като убийството му е организирано от майката на Мария Анжуйска – Елизабета Котроманич. Убийството на съпруга ѝ поставя Маргарита в позиция на регент на невръстния им син Ладислав Анжуйски, който трябва да управлява в Неапол, докато властта в Унгария отново преминава към Мария Анжуйска. Начело на Неаполитанското кралство, Маргарита започва да подготвя отмъщението за смъртта на съпруга си и на свой ред организира убийството на Елизабета Котроманич.
Маргарита умира от чума на 6 август 1412 г. Погребана е в Kатедрала „Св. Матей“ в Салерно

## Брак и потомство
∞ февруари 1369 за първия си братовчед Карл III Анжуйски-Дуръс (* 1345, Кориляно Калабро, † 24 февруари 1386, Вишехрад, Кралство Унгария), херцог на Дуръс, крал на Неапол и титулярен крал на Йерусалим (1382 – 1386) като Карл III и крал на Унгария (1385 – 1386) като Карой II, син на Луи Анжуйски, херцог на Дуръс, граф на Гравина, и на Маргарита ди Сансеверино, от когото има две дъщери и един син:
- Мария Анжуйска (* 1369, † 1371)
- Джована II Анжуйска (* 25 юни 1373, Задар; † 2 февруари 1435, Неапол), кралица на Неапол, ∞ 1. за Вилхелм, херцог на Австрия (1386 – 1406), граф на Тирол (1386 – 1406), от 1396 г. херцог на Вътрешна Австрия (Щирия, Каринтия и Крайна), от 1404 г. херцогски регент на Австрия, от когото няма деца 2. за Жак II дьо Бурбон-Ла Марш, граф на Ла Марш (1393 – 1435) и на Кастър (като Жак I) (1403 – 1435), от когото няма деца
- Ладислав (Ласло) Анжийск (* 1377, † 1414), крал на Неапол, ∞ 1. 21 септември 1390 в замъка в Гаета за Констанца Киарамонте, дъщеря на Манфред III Киарамонте, граф на Модика и викар на Сицилианското кралство. Бракът им е разтрогнат през 1392 г. Нямат деца. 2. 12 февруари 1403 в Неапол за Мария дьо Лузинян (* 1381, † 4 септември 1404), принцеса на Кипър и Йерусалим, дъщеря на кипърския крал Жак I, от която няма деца. 3. 23 април 1407 в Таранто за Мария д'Анген (* 1367/1370, † 9 май 1446), графиня на Лече, дъщеря на Жан д'Анген, граф на Кастро, от която няма деца. Има поне две извънбрачни деца.

- Ладислав Анжуйски
- Джована II Анжуйска